# Mayer Amschel Rothschild
Mayer Amschel Rothschild (Frankfurt na Majni, 23. veljače 1744. – Frankfurt na Majni, 19. rujna 1812.), njemačko-židovski bankar,  osnivač je Rothschildove međunarodne bankarske dinastije koja je postala jedna od najuspješnijih obitelji u poslovnom svijetu. Godine 2005. američki ga je poslovni magazin Forbes stavio na sedmo mjesto u svojoj anketi o 20 najutjecajnijih poslovnih ljudi svih vremena nazvavši ga pritom i osnivačem međunarodnoga novčarstva.

## Životopis i poslovna karijera
Njegovi preci, njemački Židovi, živjeli su, prema danas znanim podacima, barem od sredine XVI. st. u židovskom getu u Frankfurtu, u ulici Judengasse. Kuće u Judengasseu tada nisu imale kućne brojeve, već razne oznake (štitove, njem. Schild). Obitelj Mayer generacijama je živjela u kući Haus zum Roten Schild (Kuća kod crvenog štita) po kojoj su i dobili ime Rothschild. Godine 1664. obitelj se preselila u Haus zur Hinterpfann (u Judengasse) u kojoj je otac Amschela Mayera, Amschel Moses Rothschild, imao maloprodajni dućan (zalogajnicu) i trgovinu devizama (kovanicama).
Novčarskom se poslu učio u obiteljskoj tvrtki Wolfa Jakoba Oppenheima u Hamburgu,  da bi se 1763. vratio u Frankfurt i otpočeo vlastiti posao. Počeo je poslovati kao mjenjačnica i trgovina rijetkim kovanicama (u to su doba u opticaju bili vrlo različiti zlatnici i kovani novci), uspio je steći povjerenje princa Wilhelma od Hessena, koji mu je postao pokrovitelj. Rothschildov se posao povećao kada se počeo baviti čisto bankarskim poslovima za princa Wilhelma koji je uskoro postao Wilhelm IX. (pa Wilhelm I.), grof od Hessena i Kassela (1785.). Poslovno je osobito ojačao nakon Francuske revolucije, kada su preko njegove banke, išle isplate iz Britanije za nadnice hesenske plaćeničke vojske.
Na početku XIX. st. Mayer Rothschild Amschel toliko je ojačao svoju poziciju glavnog međunarodnog bankara vladarske kuće Wilhelma IX. da je počeo izdavati vlastite međunarodne zajmove rabivši pritom kapital od grofa Wilhelma IX.
Godine 1806. Napoleon je zauzeo Hessen kao protumjeru zbog Wilhelmove podrške Prusiji. Grof Wilhelm bježi u Schleswig-Holstein, no to nimalo neće utjecati na Rothschildove poslove već nastavlja poslovati kao njegov bankar proširivši posao na investiranje u novčarske fondove u Londonu. Ratne su mu prilike čak išle na ruku, jer je profitirao od uvoza prekomorskih dobara (preko Engleske) i tako ušao u rizični (politički) posao kršenja Napoleonove kontinentalne blokade.

## Dinastija Rothschild
Mayer Amschel Rothschild najpoznatiji je po tome što je svojih pet sinova rasporedio u pet različitih država i time obitelji Rothschild omogućio nesmetano poslovanje u tadašnjoj vrlo podijeljenoj i zaraćenoj Europi.
Sve je počelo s trećim sinom Nathanom Mayerom Rothschildom kojeg je 1798. godine poslao u Englesku da s 20.000 £ kapitala poradi na uvozu tekstila. Tim je novcem Nathan osnovao prvu inozemnu tvrtku porodice Rothschild. Šest godina kasnije dobiva britansko državljanstvo i u londonskom Cityju osniva banku, N. M. Rothschild & Sons, koja je ubrzo postala jednom od najmoćnijih europskih financijskih institucija.
Godine 1810. Mayer Amschel Rothschild sklapa formalni partnerski ugovor sa svoja tri najstarija sina. Najmlađeg sina Jakoba šalje 1811. godine u Pariz kako bi ojačao sposobnost obitelji da djeluju diljem Europe (bez obzira na političke okolnosti). To im je omogućilo da kreditiraju britansku Wellingtononovu vojsku u Portugalu (za Napoleonovih ratova), na ime toga domogli su se velike količina zlata u ime britanske vlade. Najstariji sin Amschel Mayer ostaje u Frankfurtu, u kojem preuzima Frankfurtsku banku. Sina Salomona šalje u Beč da osigura djelovanje u Austro-Ugarskoj, a sina Carla (Kalmanna) u Napulj (tada moćniji i utjecajniji grad od sjevernih talijanskih gradova) kako bi osigurao poslove po talijanskim državama.
Mayer Amschel Rothschild umire u Frankfurtu 19. rujna 1812. u dobi od 68 godina. Posmrtno dobiva plemićki naslov koji mu 1817. dodjeljuje austrijski car.

## Obitelj
Mayer Amschel Rothschild oženio se s Guttle Schnapper 29. kolovoza 1770. godine U braku su dobili devetero djece: 
1. Schönche Jeannette Rothschild (20. kolovoza 1771. – 1859.) - udana za Benedikta Mosesa Wormsa (1772. – 1824.)
2. Amschel Mayer Rothschild (12. lipnja 1773. – 6. prosinca 1855.)
3. Salomon Mayer Rothschild (9. rujna 1774. – 28. srpnja 1855.) - osnivač austrijskog ogranka bankarske obitelji Rothschild
4. Nathan Mayer Rothschild (16. rujna 1777. – 18. srpnja 1836.) - osnivač engleskog ogranka bankarske obitelji Rothschild
5. Isabella Rothschild (2. lipnja 1781. – 1861.)
6. Babette Rothschild (29. kolovoza 1784. – 16. ožujka 1869.)
7. Carl Mayer Rothschild (24. travnja 1788. – 10. ožujka 1855.) - osnivač talijanskog ogranka bankarske obitelji Rothschild iz Napulja
8. Julie Rothschild (1. svibnja 1790. – 19. lipnja 1815.)
9. Henriette Rothschild (1791. – 1866.) udana za Abrahama Montefiorea (1788. – 1824.)
10. Jakob Mayer Rothschild (1792. – 1868.) - osnivač francuskog ogranka bankarske obitelji Rothschild.

## Vanjske poveznice
- Arhiva obitelji Rothschild (engl.)